# Gebiete um Trochtelfingen
Das FFH-Gebiet Gebiete um Trochtelfingen liegt in der Mitte von Baden-Württemberg und ist Bestandteil des europäischen Schutzgebietsnetzes Natura 2000. Es wurde 2005 durch das Regierungspräsidium Tübingen angemeldet. Mit Verordnung des Regierungspräsidiums Tübingen zur Festlegung der Gebiete von gemeinschaftlicher Bedeutung vom 5. November 2018 (in Kraft getreten am 11. Januar 2019), wurde das Schutzgebiet ausgewiesen. 

## Lage
Das rund 698 Hektar große Schutzgebiet Gebiete um Trochtelfingen liegt im Naturraum Mittlere Kuppenalb in den Gemeinden Trochtelfingen, Sonnenbühl und Hohenstein im Landkreis Reutlingen und Burladingen im Zollernalbkreis.

## Beschreibung
Der Landschaftscharakter des Schutzgebiets entspricht einem typischen Landschaftsausschnitt der Kuppenalb, der sich durch einen kleinräumigen Wechsel von Kuppen und Trockentälern mit Magerwiesen, Wacholderheiden und Felsbiotopen auszeichnet.

## Schutzzweck

### Lebensraumtypen
Folgende Lebensraumtypen nach Anhang I der FFH-Richtlinie kommen im Gebiet vor:
| EU Code | * | Lebensraumtyp (offizielle Bezeichnung)                                                                          | Kurzbezeichnung                              |
| ------- | - | --- | -------------------------------------------- |
| 3260    |   | Flüsse der planaren bis montanen Stufe mit Vegetation des Ranunculion fluitantis und des Callitricho-Batrachion | Fließgewässer mit flutender Wasservegetation |
| 5130    |   | Formationen von Juniperus communis auf Kalkheiden und -rasen                                                    | Wacholderheiden                              |
| 6110    | * | Lückige basophile oder Kalk-Pionierrasen (Alysso-Sedion albi)                                                   | Kalk-Pionierrasen                            |
| 6210    |   | Naturnahe Kalk-Trockenrasen und deren Verbuschungsstadien (Festuco-Brometalia)                                  | Kalk-Magerrasen                              |
| 6510    |   | Magere Flachland-Mähwiesen (Alopecurus pratensis, Sanguisorba officinalis)                                      | Magere Flachland-Mähwiesen                   |
| 8210    |   | Kalkfelsen mit Felsspaltenvegetation                                                                            | Kalkfelsen mit Felsspaltenvegetation         |
| 8310    |   | Nicht touristisch erschlossene Höhlen                                                                           | Höhlen und Balmen                            |
| 9130    |   | Waldmeister-Buchenwald (Asperulo-Fagetum)                                                                       | Waldmeister-Buchenwald                       |
| 9150    |   | Mitteleuropäischer Orchideen-Kalk-Buchenwald (Cephalanthero-Fagion)                                             | Orchideen-Buchenwälder                       |
| 91E0    | * | Auen-Wälder mit Alnus glutinosa und Fraxinus excelsior (Alno-Padion, Alnion incanae, Salicion albae)            | Auenwälder mit Erle, Esche, Weide            |

### Arteninventar
Folgende Arten von gemeinschaftlichem Interesse kommen im Gebiet vor:
| Bild               | EU Code | * | Art                | wissenschaftlicher Name | Artengruppe |
| ------------------ | ------- | - | ------------------ | ----------------------- | ----------- |
| Biber              | 1337    |   | Biber              | Castor fiber            | Säugetiere  |
| Dicke Trespe       | 1882    |   | Dicke Trespe       | Bromus grossus          | Pflanzen    |
| Gelber Frauenschuh | 1902    |   | Gelber Frauenschuh | Cypripedium calceolus   | Pflanzen    |

### Zusammenhängende Schutzgebiete
Folgende Naturschutzgebiete sind Bestandteil des FFH-Gebiets:
- Bauenofen-Häulesrain-Tal
- Großer Stöckberg
- Halmberg
- Steinberg-Dürrenfeld
- Warmberg